# Globotriaosilceramide 3-beta-N-acetilgalattosaminiltransferasi
La globotriaosilceramide 3-beta-N-acetilgalattosaminiltransferasi è un enzima appartenente alla classe delle transferasi, che catalizza la seguente reazione:
UDP-N-acetil-D-galattosammina + α-D-galattosil-(1→3)-β-D-galattosil-(1→4)-β-D-glucosil-(1↔1)-ceramide ⇄ UDP + N-acetil-β-D-galattosamminil-(1→3)-α-D-galattosil-(1→3)-β-D-galattosil-(1→4)-β-D-glucosil-(1↔1)-ceramide
Il globoside è un glicosfingolipide naturale degli eritrociti umani ed ha l'attività antigenica del gruppo sanguigno P [4]. L'enzima ha bisogno di un catione divalente per l'attività, con il Mn2+ necessario per la massima attività [3]. Il UDP-GalNAc è l'unico zucchero donatore che viene utilizzato in maniera efficiente dall'enzima; il UDP-Gal e la UDP-GlcNAc portano ad un'attività enzimatica particolarmente bassa [3]. La Lattosilceramide, globoside ed i gangliosidi GM3 e GD3 non sono substrati [4]. Per la spiegazione del simbolo  'III′ nel nome sistematico, vedere http://www.chem.qmul.ac.uk/iupac/2carb/37.html#372.